# System 6
System 6 è la sesta versione principale del Mac OS, il sistema operativo sviluppato dalla Apple Inc. per i computer Macintosh, distribuito nel 1988. Venne utilizzato sulla fine degli anni ottanta e venne sostituito dal System 7, distribuito nel 1991.
Viene considerato il migliore sistema operativo per i primi Macintosh, installato di fabbrica, o installabile, fino ai computer della serie Macintosh II operanti con i processori Motorola MC 68030. Ci sono degli hobbisti che utilizzano il System 6 per navigare sul web con dei Macintosh antiquati. Sul web si possono ancora trovare i relativi file di installazione, in varie localizzazioni linguistiche.
Il System 6 è stato il primo Mac OS a supportare il SuperDrive nativamente e offriva un driver aggiornato per la LaserWriter.
Il System 6 è l'ultimo della serie con indirizzamento a 24 bit e continua ad offrire il multitasking cooperativo già apparso nel System 5, ma ora con un MultiFinder migliorato.
Il multitasking cooperativo appare nel 1985 sotto System 4, nella forma però di un programma esterno chiamato Switcher (di Andy Hertzfeld), che permetteva agli utenti di passare da un programma all'altro. Il System 6, con un approccio molto più elegante e pratico utilizza il MultiFinder, che è un'estensione del sistema operativo. Inoltre, alcuni programmi non funzionavano con Switcher e comunque il programma andava comprato a parte, dato che non era un elemento del System.
Il multitasking sotto System 6 era comunque una opzione, si poteva scegliere se attivare il Finder o il MultiFinder. Se si selezionava il MultiFinder, il Finder continuava a funzionare anche quando veniva avviato un altro programma. L'ambiente MultiFinder consentiva di continuare a vedere e utilizzare le icone presenti sul Finder anche quando più programmi erano in esecuzione.
Il System 6 con MultiFinder era limitato rispetto al futuro System 7. Le principali differenze sono:
- In alto a destra veniva mostrata una icona che rappresentava l'applicazione. Non era presente il menu delle applicazioni come nel System 7 ma premendo sull'icona si passava alle altre applicazioni correnti. La lista delle applicazioni in uso era visibile in fondo al menu Apple.
- System 6 utilizza un indirizzamento di memoria a 24 bit e quindi poteva indirizzare al massimo 8 MByte di memoria RAM. Non aveva il supporto della memoria virtuale.
- Nel System 6 si poteva spostare un file o una cartella nel Desktop e il sistema si sarebbe ricordato la nuova posizione, ma non si poteva salvare un file direttamente su Desktop perché non esisteva una cartella fittizia del Desktop che potesse essere utilizzata per salvare gli elementi, cosa invece possibile nel System 7 e nei successivi. Quando nel System 7 si selezionava il riquadro Apri appariva la cartella Desktop contenente i file salvati sul Desktop.
- Nel pannello di richiesta Archivio contenente i pulsanti "Apri", "Registra", e "Registra come..." i pulsanti potevano essere selezionati utilizzando il pulsante tab. Con il System 7 la possibilità di gestire le richieste di dialogo con la tastiere venne ampliata, anche se la finestra di dialogo non conteneva ancora la possibilità di creare una nuova cartella. Questa opzione poteva essere aggiunta con un'estensione di terze parti.
- Il menu Apple è poco personalizzabile. Non era presente il menu "recenti" per le cartelle. Da esso si accede al Pannello di controllo, che non era una cartella (come nel System 7), ma un accessorio di scrivania, nella finestra del quale si potevano così scegliere le preferenze generali, l'interfaccia in B/N o a colori, il layout di tastiera, la regolazione del mouse, etc. Gli altri elementi del menu consistevano anch'essi in accessori da scrivania (Desk Accessory), dei mini programmi la cui installazione (o rimozione) nel sistema operativo richiedeva l'uso di un programma apposito, chiamato Font/DA Mover, che permetteva altresì di installare i file di caratteri. Gli accessori già presenti nel Menu Apple erano il Pannello di controllo, gli Appunti e il programma "Cerca"; e si poteva aggiungerne altri fino ad un massimo di 15 elementi. Questi accessori permettevano all'utente, con il solo Finder attivo, di usare più di un programma contemporaneamente, anche senza Multifinder.[9]
- Gli elementi che sotto System 7 erano i dispositivi del Pannello di Controllo, nel System 6 erano memorizzati nella "cartella sistema" del System 6, e non in una cartella dedicata come nel System 7. Gli elementi modificabili dal pannello di controllo erano inclusi in una lista dedicata a raggruppare gli elementi personalizzabili del sistema operativo.I programmi utilizzati per modificare l'interfaccia, che nel System 7 sono chiamati estensioni, nel System 6 sono chiamati INIT e risiedono anch'essi nella "cartella sistema" del System 6, insieme al System, al Finder e al MultiFinder.
- Il cestino sotto System 6 si svuotava automaticamente quando si usciva dal sistema o se il MultiFinder non era attivo quando si eseguiva un programma. Non c'era differenza nell'icona tra cestino pieno e cestino vuoto.
- Il System 6 non permetteva la creazione degli alias, introdotti con il System 7; tuttavia, un alias creato sotto System 7 e copiato in un disco funzionava in System 6, ossia apriva il file di cui era puntatore, ma non poteva essere creato.[10] Il System 6 non era in grado di gestire icone personalizzate (l'icona non appariva nella finestra "info" per file, cartelle o dischi). Sebbene gestisse il colore, il suo uso era molto limitato e molte finestre del System 6 erano in bianco e nero anche su macchine a colori. Era il primo System a gestire le etichette colorate per file o cartelle; sui Macintosh monocromatici questa opzione non era ovviamente disponibile.

Il System 6 e i programmi dell'epoca possono essere fatti girare in emulazione sugli attuali computer tramite il software Mini vMac (e Mini vMac II), del quale esistono versioni per Mac OS X, Windows, iOs, Android.